# Jan Šimůnek
Jan Šimůnek [ˈjan ˈʃimuːnɛk] (* 20. Februar 1987 in Prag) ist ein ehemaliger tschechischer Fußballspieler. Der Abwehrspieler stand zuletzt bei Vasas SC unter Vertrag und spielte u. a. für den 1. FC Kaiserslautern und den VfL Wolfsburg.

## Vereinskarriere
Jan Šimůnek begann mit dem Fußballspielen bei kleineren Klubs in der Schweiz, wo sein Vater Milan Šimůnek, der bis 1991 bei Slavia Prag gespielt hatte, seine Karriere ausklingen ließ. Als sein Vater nach Tschechien zurückkehrte und sich Bohemians Prag anschloss, spielte Jan Šimůnek ebenfalls für die Bohemians. 1999 wechselte der Verteidiger zu Sparta Prag.
Anfang 2005 wurde er aus der A-Jugend in die Herrenmannschaft übernommen, machte in der Saison 2004/05 vier Spiele in der 2. Liga für das B-Team und gab am 26. Spieltag gegen den FK Mladá Boleslav sein Debüt in der Gambrinus-Liga. Sparta wurde in diesem Jahr tschechischer Meister. Auch in der folgenden Saison 2005/06 gehörte er meist zum Kader der B-Mannschaft, für die er 25 Spiele absolvierte. Um Spielpraxis sammeln zu können, wurde er in der Saison 2006/07 an den Aufsteiger SK Kladno verliehen, bei dem er Stammspieler war und bis auf das Spiel gegen Sparta Prag am ersten Spieltag alle Partien bestritt. 
Zur Spielzeit 2007/08 wechselte er für geschätzte 4,5 Millionen Euro nach Deutschland zum VfL Wolfsburg. Dort unterschrieb er einen Vertrag bis 2011. In seiner ersten Saison war der Tscheche in der Innenverteidigung gesetzt und erreichte mit den Niedersachsen den UEFA-Cup-Platz 5. Aufgrund einer hartnäckigen Verletzung konnte er jedoch im Jahr darauf in der Hinrunde nicht in der ersten Mannschaft eingesetzt werden und wurde dafür in acht Spielen in der zweiten Mannschaft wieder aufgebaut. In der Rückrunde kehrte er wieder als Stammspieler in das Bundesligateam zurück und gewann am Ende der Saison mit den Wolfsburgern den ersten deutschen Meistertitel in der Vereinsgeschichte. In der Folgesaison kam er nur sporadisch zum Einsatz.
Zur Saison 2010/11 wechselte Šimůnek zum 1. FC Kaiserslautern. Er sollte dabei helfen, die Mannschaft nach dem Aufstieg in der Bundesliga zu etablieren. Zu Beginn der Saison setzte Trainer Marco Kurz allerdings auf die Viererkette der Vorsaison mit Martin Amedick und Rodnei als Innenverteidiger. Nach kurzer Zeit fiel Šimůnek zudem wegen einer Verletzung für einige Wochen aus. Sein für lange Zeit einziges Pflichtspiel für den FCK bestritt er am 26. Oktober 2010 im DFB-Pokal gegen Arminia Bielefeld (3:0). In diesem Spiel erlitt er einen Adduktorenteilabriss und musste in der 8. Minute ausgewechselt werden. Sein erstes Bundesligaspiel nach einer 15-monatigen Verletzungspause bestritt er am 21. Januar 2012 beim 0:0 gegen Werder Bremen. Zum Ende der Saison fiel er erneut verletzungsbedingt aus. Die Saison endete mit dem Abstieg des FCK in die 2. Bundesliga. Am 5. April 2013 erzielte er beim 3:0-Sieg gegen Köln sein erstes Tor für den FCK, das gleichzeitig sein erstes Profitor überhaupt war. Einen Stammplatz hatte Šimůnek mit kurzen Unterbrechungen zwischen Frühjahr 2013 und Frühjahr 2014 inne. Im März 2014 wurde bekannt, dass sein auslaufender Vertrag nicht verlängert wird. Er wurde für den Rest der Saison auch nicht mehr in den Spieltagskader berufen. 
Zur Saison 2014/15 wechselt Šimůnek zum VfL Bochum. Dort war er häufig verletzt und absolvierte in zwei Jahren nur 15 Pflichtspiele. Im Sommer 2016 trennte sich Bochum von Šimůnek, der anschließend zum FK Dukla Prag wechselte. Er beendete 2018 seine Karriere bei Vasas Budapest in Ungarn.

## Nationalmannschaft
Jan Šimůnek durchlief ab der U-16 die Jugendauswahlmannschaften Tschechiens, die U-18 übersprang er. Bei der U-20-WM 2007 in Kanada war er Kapitän der tschechischen Auswahl, die erst im Endspiel Argentinien mit 1:2 unterlag. Von 2008 bis 2009 kam der Verteidiger viermal in der tschechischen A-Nationalmannschaft zum Einsatz.

## Titelgewinne
- Tschechischer Meister mit Sparta Prag: 2005
- Deutscher Meister mit VfL Wolfsburg: 2009